# BYD Yuan Up
El BYD Yuan Up (también conocido en otros lugares como BYD Atto 2, en chino: 比亚迪元UP; estilizado como Yuan UP) es un crossover subcompacto tipo SUV eléctrico de batería producido por el fabricante chino BYD Auto desde 2024. Partiendo de la serie BYD Yuan, que recibe su nombre de la dinastía Yuan, el Yuan Up se presentó en febrero de 2024 y entró en producción en marzo de 2024.

## Vista general

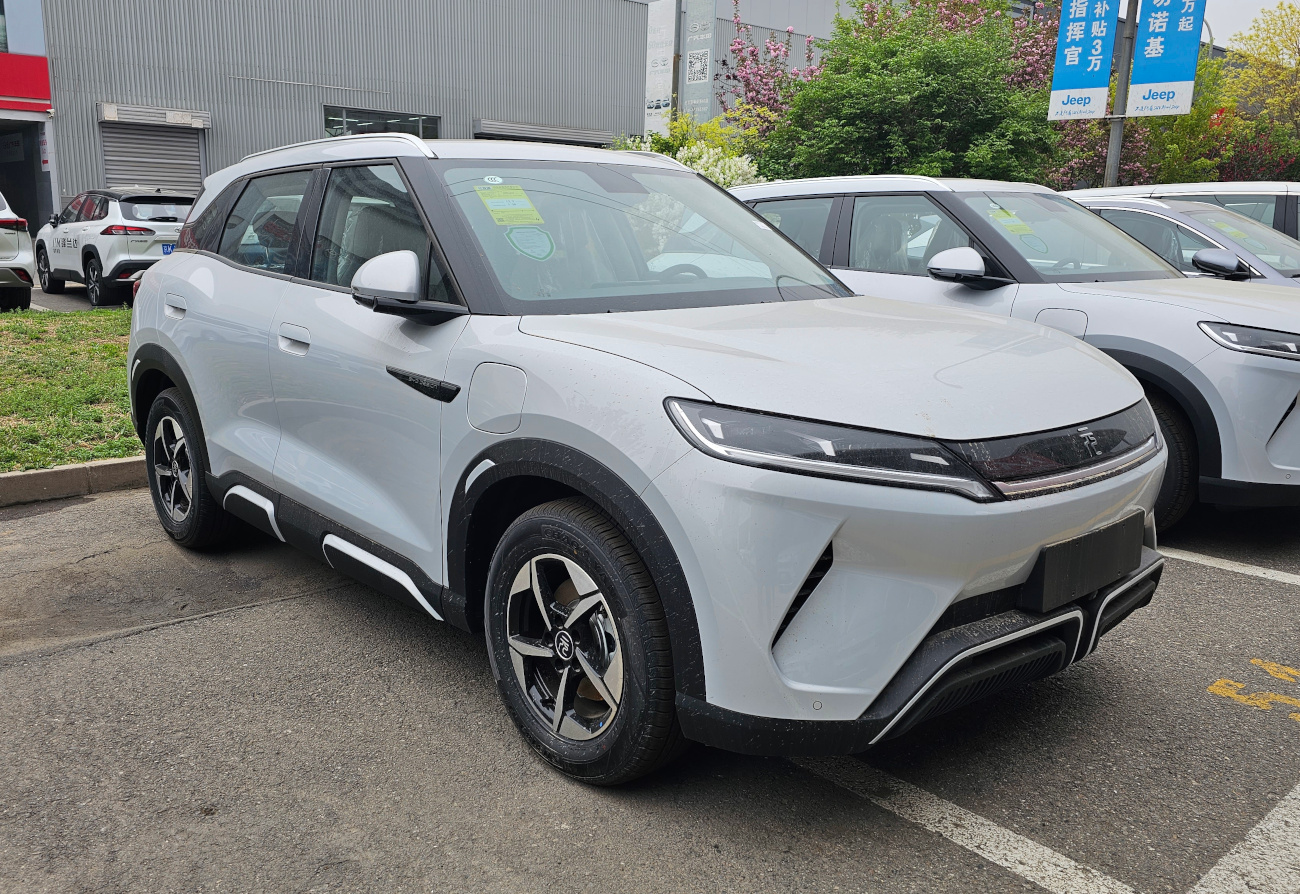
En Pekín en abril de 2024

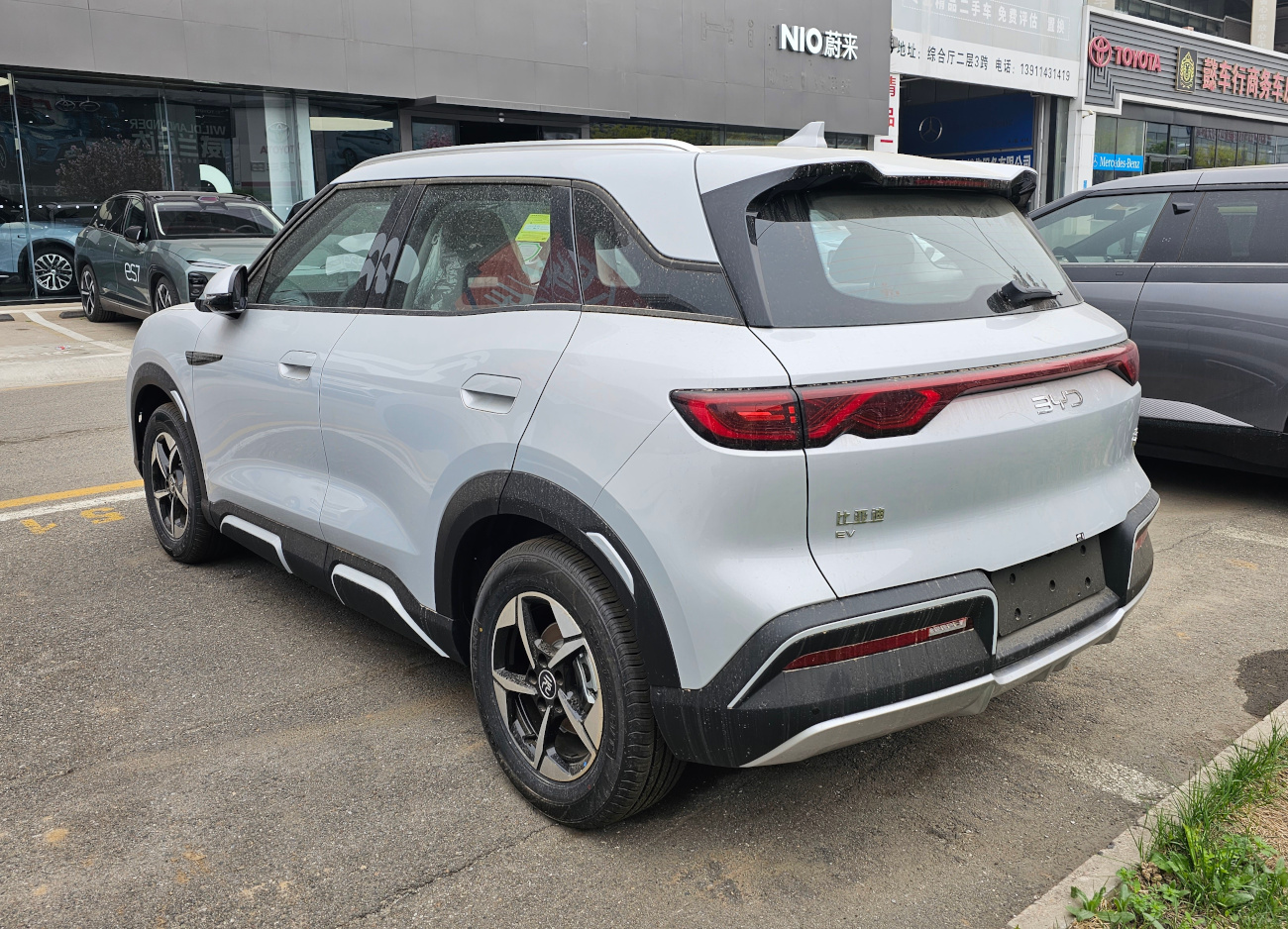
Vista lateral-trasera

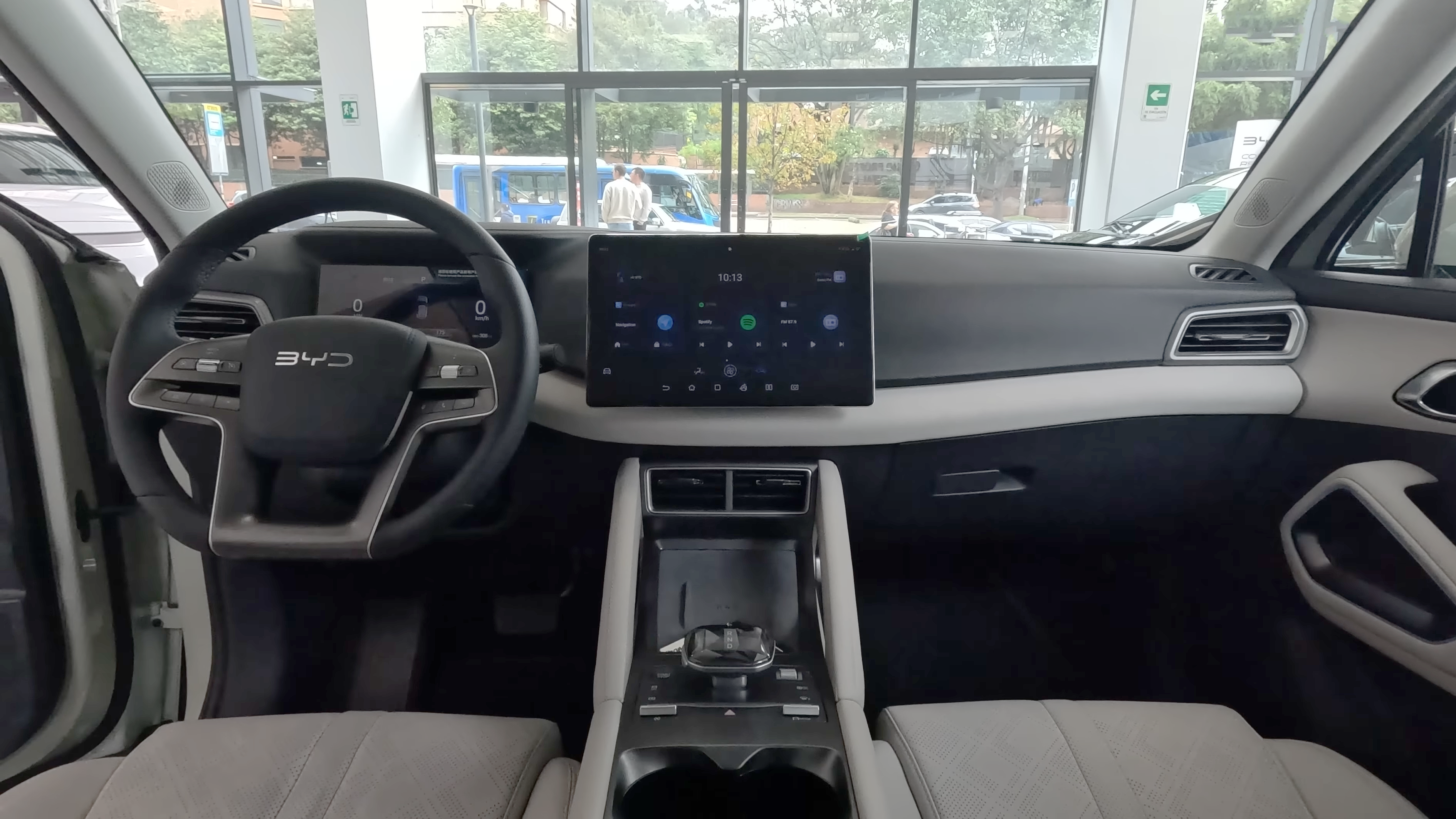
Interior de un modelo 2024 en Colombia

El Yuan Up se lanzó en China el 26 de marzo de 2024 en tres variantes, con la posibilidad de elegir entre baterías de 32 a 45,1 kWh (115 a 162 MJ). El Yuan Up se basa en la e-Platform 3.0 y funciona con la batería de iones de litio LFP BYD Blade.
En septiembre de 2024, el coche salió a la venta en los primeros mercados de exportación, empezando por Sudamérica bajo el nombre BYD Yuan Pro, excepto en Colombia, donde conserva su nombre original y con un nombre local diferente BYD S1 Pro en Costa Rica. El vehículo saldría a la venta en Europa como BYD Atto 2.
El Yuan Up adopta el concepto de diseño Dragon Face que se utiliza en el Song L EV, con un panel de instrumentos delantero en forma de «cara de dragón», tiradores de las puertas en forma de solapa, un diseño de techo flotante, una barra de luces traseras de longitud completa y el faldón de la defensa trasera imita la defensa delantera.
El interior cuenta con un volante en forma de "D" con el característico logotipo de Yuan (元), un panel de instrumentos con pantalla de cristal líquido de 8,8 pulgadas (22,4 cm), una pantalla táctil para el infoentretenimiento de 12,8 pulgadas (32,5 cm) que puede girar entre los modos horizontal y vertical, tapicería de polipiel perforada para los asientos, una base de carga inalámbrica, un selector de marchas de cristal y botones físicos en la parte central.

## Especificaciones
| Tipo                | Capacidad de la batería | Código de motor | Potencia máxima         | Par máximo           | Aceleración de 0 a 100 km/h (0 a 62 mph) | Rango o autonomía (probado) | Rango o autonomía (probado) | Rango o autonomía (probado) |
| Tipo                | Capacidad de la batería | Código de motor | Potencia máxima         | Par máximo           | Aceleración de 0 a 100 km/h (0 a 62 mph) | CLTC                        | NEDC                        | WLTP                        |
| ------------------- | ----------------------- | --------------- | ----------------------- | -------------------- | ---------------------------------------- | --------------------------- | --------------------------- | --------------------------- |
| 301 km (187 millas) | 32 kWh (115 MJ)         | TZ180XSF        | 70 kW (95 CV; 94 HP)    | 180 N·m (133 lb·pie) | 12 segundos                              | 301 km (187 millas)         | n/a                         | n/a                         |
| 401 km (249 millas) | 45,12 kWh (162 MJ)      | TZ200XSW        | 70 kW (95 CV; 94 HP)    | 180 N·m (133 lb·pie) | 12.9 segundos                            | 401 km (249 millas)         | n/a                         | n/a                         |
| 401 km (249 millas) | 45,12 kWh (162 MJ)      | TZ200XSW        | 130 kW (177 CV; 174 HP) | 290 N·m (214 lb·pie) | 7.9 segundos                             | 401 km (249 millas)         | 380 km (236 millas)         | 312 km (194 millas)         |